# ألبرتو لوبيز (لاعب كرة قدم)
ألبرتو لوبيز (بالإسبانية: Alberto López Arteseros)‏ (9 مارس 1988 بميورقة في إسبانيا - ) هو لاعب كرة قدم إسباني في مركز جناح ‏. لعب مع ريال مايوركا ب وريال مايوركا ونادي كونستانسيا وS.F.K. Pierikos (football) ‏.